# Kanton Allaire
Der Kanton Allaire war bis 2015 ein französischer Kanton im Arrondissement Vannes, im Département Morbihan und in der Region Bretagne; sein Hauptort war Allaire. Letzte Vertreterin im Generalrat des Départements war von 1994 bis 2015 Yvette Année (DVD).

## Gemeinden
Der Kanton Allaire umfasste neun Gemeinden:
| Gemeinde               | Bretonisch          | Einwohner (2022) | Fläche (km²) | Code postal | Code Insee |
| ---------------------- | ------------------- | ---------------- | ------------ | ----------- | ---------- |
| Allaire                | Alaer               | 3.906            | 41.74        | 56350       | 56001      |
| Béganne                | Begaon              | 1.458            | 35.50        | 56350       | 56011      |
| Peillac                | Paolieg             | 1.865            | 24.57        | 56220       | 56154      |
| Rieux                  | Reoz                | 2.841            | 27.78        | 56350       | 56194      |
| Saint-Gorgon           | Sant-Gorgon         | 428              | 5.69         | 56350       | 56216      |
| Saint Jacut-les Pins   | Sant-Yagu-ar-Bineg  | 1.733            | 22.81        | 56220       | 56221      |
| Saint-Jean-la Poterie  | Sant-Yann-ar-Wern   | 1.430            | 8.44         | 56350       | 56223      |
| Saint-Perreux          | Sant-Pereg          | 1.049            | 6.23         | 56350       | 56232      |
| Saint-Vincent-sur-Oust | Sant-Visant-an-Oust | 1.647            | 15.66        | 56350       | 56239      |
| Kanton                 | Alaer               | 34.315           | 188.05       | -           | 5601       |

## Bevölkerungsentwicklung
| 1962   | 1968   | 1975   | 1982   | 1990   | 1999   | 2006   | 2012   |
| ------ | ------ | ------ | ------ | ------ | ------ | ------ | ------ |
| 11.581 | 11.980 | 12.783 | 13.592 | 14.131 | 14.297 | 15.279 | 16.049 |